# 153289 Rebeccawatson
153289 Rebeccawatson este un asteroid din centura principală de asteroizi.

## Descriere
153289 Rebeccawatson este un asteroid din centura principală de asteroizi. A fost descoperit pe 22 martie 2001 la Junk Bond Observatory de David Healy (astronom). Asteroidul prezintă o orbită caracterizată de o semiaxă mare de 3,50 ua, o excentricitate de 0,08 și o înclinație de 9,7° în raport cu ecliptica.